# نت فيلتر
نت فيلتر (بالإنجليزية: Netfilter)‏ هي وحدة توفر للينكس كل وظائف الجدار الناري، ترجمة العناوين وحفظ كل الممرات في الشبكة. نت فيلتر يعمل على شكل نواة.

## مراجع

Flow of network packets through Netfilter